# Giuliana Minuzzo
Giuliana Minuzzo, posteriorment Giuliana Chenal-Minuzzo, (Vallonara di Marostica, Itàlia, 26 de novembre de 1931 – Aosta, 11 de novembre de 2020) fou una esquiadora italiana, que destacà a la dècada del 1950. Fou la primera dona italiana a guanyar una medalla olímpica i la primera dona de la història a fer el Jurament olímpic en nom del conjunt dels atletes.

## Carrera esportiva
L'any 1949 es va classificar al Campionat Italià, on quedà tercera i també va guanyar la Copa Femina. Així, en poc temps es va consolidar com una de les millors esquiadores del seu temps en les competicions internacionals, i tornà a guanyar dos cops més la Copa Femina.
Participà en els Jocs Olímpics d'Hivern de 1952 disputats a Oslo (Noruega), on aconseguí la medalla de bronze en la prova de descens, fou vuitena en la prova d'eslàlom i vintena en la prova d'eslàlom gegant.
En els Jocs Olímpics d'Hivern de 1956 celebrats a Cortina d'Ampezzo, prop de la seva ciutat natal, fou l'encarregada de realitzar el jurament olímpic per part dels esportistes, esdevenint la primera dona a fer-ho. En aquests Jocs, però, la seva actuació fou discreta i no aconseguí guanyar cap medalla, si bé finalitzà en quarta posició en les proves d'eslàlom i descens.
En els Jocs Olímpics d'Hivern de 1960 celebrats a la ciutat de Squaw Valley (Estats Units) va guanyar la medalla de bronze en la prova d'eslàlom gegant i finalitzà desena en la prova d'eslàlom. Les medalles aconseguides en aquests Jocs són vàlides per al Campionat del Món d'esquí alpí, en el qual guanyà la medalla de bronze l'any 1956 en la prova de combinada alpina.
Després de la seva retirada, va obrir una botiga d’esports a Cervinia, que es mantingué activa fins al 2011. El 2006 va tornar a participar en el ritual del Jurament olímpic en els Jocs d'hivern de Torí.